# 1386

## Събития
- Започва изграждането на Миланската катедрала.
- В град Хайделберг (Германия) е създаден един от първите университети в Европа – Хайделбергският университет.

## Родени
- Хенри V – крал на Англия.
- Донатело – италиански скулптор.